# Miliția Populară din Donbas

Steagul Miliției Populare din Donbas (folosit în perioada mai-august 2014). Pentru noul steag accesaţi [http://tass.ru/mezhdunarodnaya-panorama/1377552 http://tass.ru

Miliția Populară din Donbas este o formațiune militară ce activează pe teritoriul estic al Ucrainei în hotarul nerecunoscutei Novorusiei, aflându-se sub conducerea nerecunoscutei Republici Populare Donețk.
În tulburările civile pro-ruse din Ucraina din 2014, urmate de conflictul armat din estul Ucrainei, formațiunea s-a opus trupelor și forțelor guvernului central al Ucrainei trimise în Donbas, mai ales trupelor operațiunilor antiteroriste. Autoritățile Ucrainei o clasifică drept organizație separatistă și teroristă.